# Kortnästa punggrävlingar
Kortnästa punggrävlingar (Isoodon) är ett släkte i familjen punggrävlingar. De flesta zoologer räknar tre arter till släktet.
Det vetenskapliga släktnamnet är sammansatt av de gammalgrekiska orden isos (jämn) och odous (tand). Det syftar på framtänderna som har samma storlek.

## Kännetecken
Dessa djur påminner i kroppsbyggnaden om råttor. Liksom alla andra punggrävlingar har de en långdragen nos, men deras skalle är bredare än hos till exempel australiska näspunggrävlingar. Den grova pälsen är på ovansidan brun, gul eller orange, undersidan är gulgrå. Arternas kroppslängd (huvud och bål) ligger mellan 21 och 47 centimeter, svanslängden mellan 8 och 21 centimeter och vikten mellan 0,3 och 1,3 kilogram.

## Utbredning och levnadssätt
Arternas ursprungliga utbredningsområde täckte stora delar av Australien. Isoodon macrourus förekommer dessutom i södra Nya Guinea. Kortnästa punggrävlingar lever i olika habitat, däribland öppna skogar, savanner med några buskar och annan gräsmark i närheten av träsk eller vattenansamlingar. De undviker vanligen Australiens centrala torra delar. De är främst aktiva på natten och vilar på dagen i självbyggda bon av kvistar, gräs och löv som de gömmer bland vegetationen eller i håligheter i träd och på marken. När de letar efter föda skapar de stigar genom att trampa ned växtligheten. Kortnästa punggrävlingar är allätare och livnär sig bland annat av insekter och maskar, samt av frukter, frön, rötter och svampar.
Utanför parningstiden lever varje individ ensam och de är aggressiva mot artfränder. Deras revir är mellan 1 och 6 hektar stort. Gränsen markeras med vätska från doftkörtlarna och försvaras aktivt.

## Fortplantning
Honor har en väl utvecklad pung (marsupium) med öppningen bakåt och åtta spenar. I varma regioner sker födelsen hela året, i kalla områden i södra Australien bara när det är tillräckligt varmt. Honor kan ha två till fem kullar per år. Dräktigheten varar bara omkring 12 dagar och är en av de kortaste bland alla däggdjuren. Per kull föds vanligen två till fyra ungar men ibland upp till sju ungar. Ungarna stannar sju till åtta veckor i pungen, de dias åtta till tio veckor och efter cirka fyra månader är ungarna könsmogna. Livslängden är med två till tre år, i undantagsfall upp till fyra år, jämförelsevis kort.

## Hot
Kortnästa punggrävlingar hotas främst av förstöringen av levnadsområdet som omvandlas till jordbruks- eller betesmark. Dessutom jagas de av införda rovdjur som katter och rödrävar. Utbredningsområdet är delat i flera avsnitt och betydligt mindre än för hundra år sedan.

## Arter
Enligt Wilson & Reeder (2005) utgörs släktet av tre arter.
- Isoodon macrourus är den största arten och har det största utbredningsområde. Den når en kroppslängd mellan 30 och 47 centimeter samt en vikt från 0,5 upp till 3,1 kilo. Arten förekommer längs kusten i norra och östra Australien samt på södra Nya Guinea.[2] Isoodon macrourus har doftkörtlar vid öronen, munnen, pungen och kloaköppningen.
- Isoodon obesulus blir mellan 28 och 36 centimeter lång samt 0,4 till 1,6 kilo tung. Av arten finns populationer längs södra Australiens kustlinje, på Tasmanien och på Kap Yorkhalvön.[2] Pälsen är gul-orange. Efter européernas ankomst i Australien minskade artens utbredningsområde med 50 till 90 procent. Populationen på Kap Yorkhalvön räknas ibland som självständig art, Isoodon peninsulae.[2]
- Isoodon auratus är den minsta arten och kännetecknas av en gul päls. Arten blir 21 till 30 centimeter lång och 0,3 till 0,7 kilo tung.[2] Utbredningsområdet sträckte sig tidigare över stora delar av västra och södra Australiens kustlinje. Idag finns arten bara i regionen Kimberley i norra Western Australia samt på några öar i samma region. IUCN listar arten som sårbar (vulnerable).